# Cigarett (roman)
Cigarett är den svenske författaren Per Hagmans debutroman från 1991.

## Handling
Boken handlar om Johan som arbetar som servitör på stockholmskrogen Hard Rock Café och rör sig bland unga vackra människor i Stockholm bland droger och sex.